# Lunch (пісня)
«Lunch» — пісня американської співачки та авторки пісень Біллі Айліш і перший сингл з її третього студійного альбому «Hit Me Hard and Soft» (2024). Прем'єра пісні відбулася 17 травня 2024 року.

## Композиція
Під час інтерв'ю з журналом Rolling Stone у 2024 році Біллі Айліш торкнулася теми своєї сексуальної орієнтації, а також детальніше розповіла про свій новий альбом "Hit Me Hard and Soft" (2024), зокрема про створення однієї з його пісень. Біллі зазначила, що написання «Lunch» допомогло їй систематизувати та дослідити власне ставлення до своєї статі. Створення пісні "Lunch" розпочалося до першого сексуального досвіду з жінкою і було завершено після нього.
Пісню класифікували як електро, синті-рок, синті-поп, і постпанк. Композиція, побудована на виразному басовому звучанні, описує фізичний потяг виконавиці до жінки, порівнюючи інтимну близькість з прийомом їжі.

## Реліз та оцінки критиків
Біллі Айліш представила пісню "Lunch" та дві інші композиції з альбому "Hit Me Hard and Soft" під час секретного діджей сету та вечірки на фестивалі Коачелла 2024. Сингл "Lunch" був випущений 17 травня 2024 року одночасно з виходом альбому.
Частина музичних критиків відзначила пісню "Lunch" як одну з найкращих на альбомі.

## Музичне відео
Відеокліп на пісню "Lunch", знятого Айліш, був опублікований на YouTube через 12 годин після релізу пісні та альбому. У відеороботі Айліш представлена в танцювальному образі, який стилізований під молодіжний хіп-хоп. Візуальна частина кліпу містить елементи, характерні для цього музичного напрямку: баскетбольні майки "Supreme", смугасті сорочки в синьо-червону смужку та джинсові шорти, модні у 90-х роках.

## Чарти
| Чарт (2024)                                | Найвища позиція |
| ------------------------------------------ | --------------- |
| Аргентина (Argentina Hot 100)              | 43              |
| Австралія (ARIA)                           | 5               |
| Австрія (Ö3 Austria Top 40)                | 2               |
| Бельгія (Ultratop 50 Flanders)             | 2               |
| Бельгія (Ultratop 50 Wallonia)             | 14              |
| Бразилія (Brasil Hot 100)                  | 15              |
| Канада (Canadian Hot 100)                  | 7               |
| Канада CHR/Топ 40 (Білборд)                | 8               |
| Канада Hot AC (Білборд)                    | 21              |
| Канада Rock (Білборд)                      | 24              |
| СНД (TopHit)                               | 26              |
| Хорватія (Білборд)                         | 10              |
| Хорватія (HRT)                             | 16              |
| Чехія (Радіо – Топ 100)                    | 10              |
| Чехія (Топ 100 цифрових синглів)           | 1               |
| Данія (Tracklisten)                        | 6               |
| Естонія (TopHit)                           | 22              |
| Фінляндія (Suomen virallinen lista)        | 9               |
| Франція (SNEP)                             | 16              |
| Німеччина (Official German Charts)         | 5               |
| Global 200 (Білборд)                       | 4               |
| Греція (IFPI)                              | 2               |
| Гонконг (Білборд)                          | 17              |
| Угорщина (Топ 40 сингли)                   | 10              |
| Ісландія (Tónlistinn)                      | 2               |
| Ірландія (IRMA)                            | 4               |
| Ізраїль (Media Forest)                     | 1               |
| Італія (FIMI)                              | 33              |
| Японія (Japan Hot 100)                     | 71              |
| Латвія (LAIPA)                             | 2               |
| Латвія Airplay (LAIPA)                     | 1               |
| Литва (AGATA)                              | 1               |
| Люксембург (Білборд)                       | 6               |
| Малайзія (Білборд)                         | 17              |
| MENA (IFPI)                                | 7               |
| Нідерланди (Dutch Top 40)                  | 23              |
| Нідерланди (Single Top 100)                | 4               |
| Нова Зеландія (Recorded Music NZ)          | 2               |
| Нігерія (TurnTable Top 100)                | 92              |
| Норвегія (VG-lista)                        | 4               |
| Панама (Monitor Latino)                    | 9               |
| Філіппіни Hot 100 (Білборд)                | 62              |
| Польща (Polish Airplay Top 100)            | 23              |
| Польща (Polish Streaming Top 100)          | 8               |
| Португалія (AFP)                           | 1               |
| Румунія (Білборд)                          | 23              |
| Сан-Марино (SMRRTV Top 50)                 | 18              |
| Саудівська Аравія (IFPI)                   | 12              |
| Сінгапур (RIAS)                            | 7               |
| Словаччина (Rádio Top 100)                 | 45              |
| Словаччина (Singles Digital Top 100)       | 3               |
| Південна Африка (TOSAC)                    | 14              |
| Південна Корея (Circle)                    | 160             |
| Іспанія (PROMUSICAE)                       | 18              |
| Швеція (Sverigetopplistan)                 | 4               |
| Швейцарія (Schweizer Hitparade)            | 3               |
| Тайвань (Білборд)                          | 19              |
| ОАЕ (IFPI)                                 | 7               |
| UK Singles (OCC)                           | 2               |
| США Adult Pop Airplay (Білборд)            | 12              |
| США Billboard Hot 100                      | 5               |
| США Dance/Mix Show Airplay (Білборд)       | 22              |
| США Hot Rock & Alternative Songs (Білборд) | 1               |
| США Pop Airplay (Білборд)                  | 10              |
| США Rock Airplay (Білборд)                 | 9               |
| Венесуела (Record Report)                  | 34              |
| Україна (Spotify)                          | 3               |